# Zagon (Postojna, Slovenija)
Zagon je naselje u slovenskoj Općini Postojni. Zagon se nalazi u pokrajini Notranjskoj i statističkoj regiji Notranjsko-kraškoj. 

## Stanovništvo
Prema popisu stanovništva iz 2002. godine naselje je imalo 177 stanovnika.